# Леськове
Ле́ськове — село в Україні, у Монастирищенській міській громаді Уманського району Черкаської області. Розташоване на обох берегах річки Конела (притока Гірського Тікичу) за 7 км на схід від міста Монастирище. Населення становить 662 особи.

## Назва
Народні перекази стверджують, що заснував село козак Лесько Фариба. Спочатку це був невеликий хутір із садибою, яку називали відповідно до ім'я власника Леськовою. Так згодом стало називатись і село, яке виросло навколо садиби. Вже в XX столітті Леськову чомусь перейменували у Леськове.

## Історія
Село Леськове відоме ще з XVII століття. На початку XIX століття його купив польський магнат Маріан Даховський. Чотири покоління творили в селі розкішний маєток, який не втратив цінності й у наші дні. Маріан Даховський збудував на березі річки Конелки двоповерховий будинок із флігелем для садівника. Наступне покоління — Олександр і Гонората — скупили землі навколишніх сіл і накопичили кошти для будівництва. Їхні сини Казимир і Карл збудували першу частину замку, посадили парк, обнесли садибу цегляним муром. В кінці XIX століття Тадеуш Даховський, як єдиний спадкоємець, переїхав у Леськове й збудував другу частину замку — круглі, чотирикутні й шестикутні вежі. На першому й третьому поверхах було по 8 великих залів для ігор, балів, прийому гостей. На 2-ому — 9 залів та ванна. Східний вхід був парадним. Перед ним стояли бетонні вази для квітів, а поруч — будиночок для прислуги. Сам пан Тадеуш був людиною поміркованою, вів тверезий спосіб життя і пропагував його серед селян. Для цього він збудував у селі безкоштовну чайну, де пригощали чаєм із цукерками та печивом. Тадеуш Даховський був спортсменом-жокеєм, виборював призові місця на змаганнях у Європі.
Під час лютневої революції у лютому-березні 1917 року Тадеуш емігрував за кордон. Але замок, на відміну від численних поміщицьких маєтків у окрузі, не був зруйнований. Із поваги до господаря селяни вберегли його від знищення. До 1934 року замок був закритим, але незабаром його використовували як будинок відпочинку, а влітку — як табір. Після Другої світової війни в ньому відкрили туберкульозний диспансер, котрий потім передали військовому відомству. У 1950-х роках у ньому відкрили будинок відпочинку, а потім — санаторій для військових. При формуванні Уманської дивізії на базі санаторію розмістили шпиталь. З 1992 р. територія належить Маньківській військовій частині. У маєтку Даховських свого часу був ліфт для обслуги, парове опалення, водопровід. Розповідають, що у часи петлюрівської Директорії, один з Даховських приїздив сюди з Варшави і мріяв перевезти до замку сім'ю.

## Пам'ятки

### Леськівський замок
Збудований у неоготичному стилі з червоної цегли власного виробництва (на цегляному заводі Даховських) Казимиром Даховським. Нагадує англійський середньовічний замок.
Садиба складалася з палацу, службових флігелів, приміщень для слуг. Даховські захоплювалися конями, тому побудували в садибі і стайні.
За СРСР садиба, передана радянським військовим, автоматично набувала статусу режимного об'єкта, розташування якого не розголошувалося. Тому за СРСР садиба автоматично виключена з видання «Памятники градостроительства и архитектуры УССР», яке вийшло друком у київському видавництві «Будівельник» у 1986 році.
Палац було передано під піонер-табір, санаторій, згодом — військовий шпиталь, склад медикаментів тощо.
Нині об'єкт у власності Міністерства Оборони України. Доступ лише з дозволу командира частини.

### Пейзажний парк садиби
Навколо замку розплановано пейзажний парк (за планом нагадує трапецію), що ширшим боком повернутий до ставка на річці Конелі. Водне дзеркало збагачене штучно утвореним острівцем.

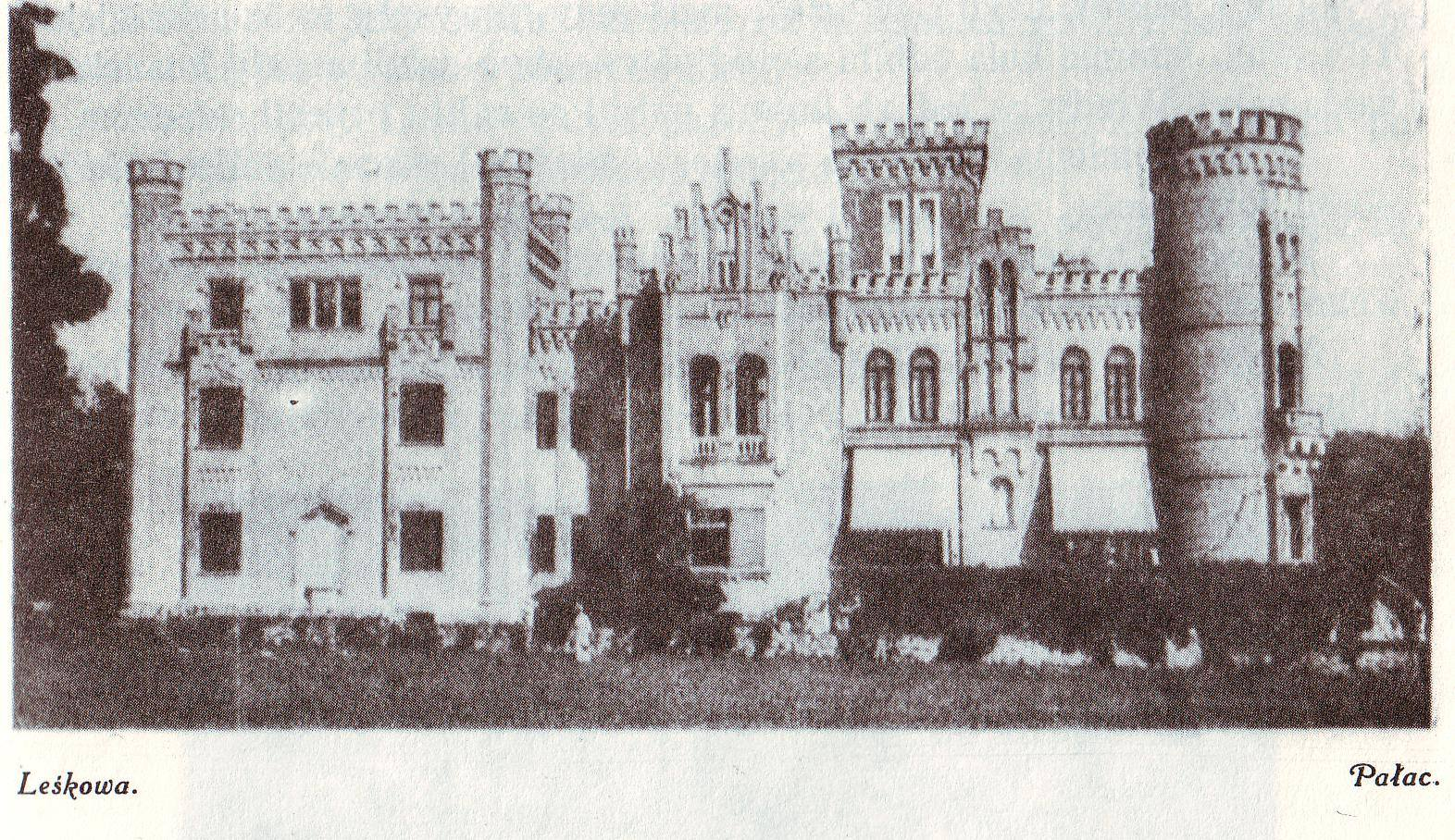
Палац Даховських (фото 1928 р.)
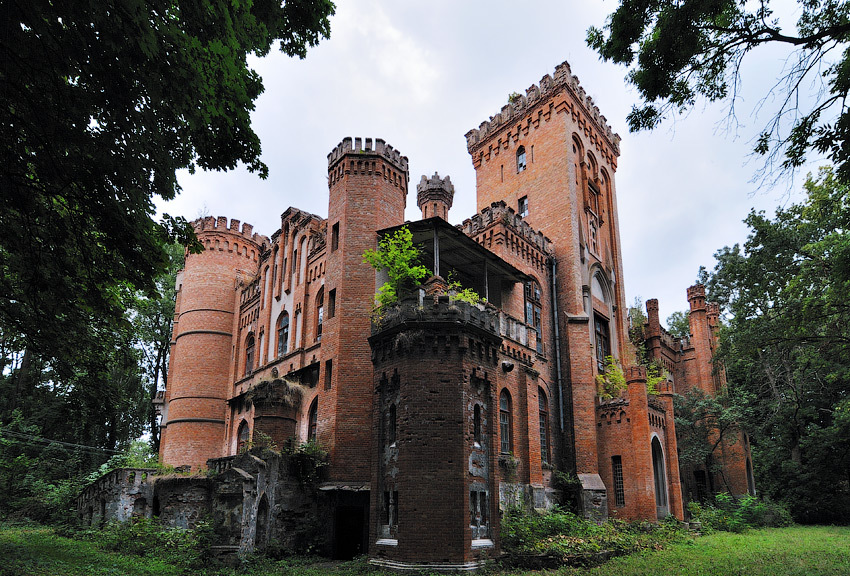
Палац Даховських (фото 2008 р.)
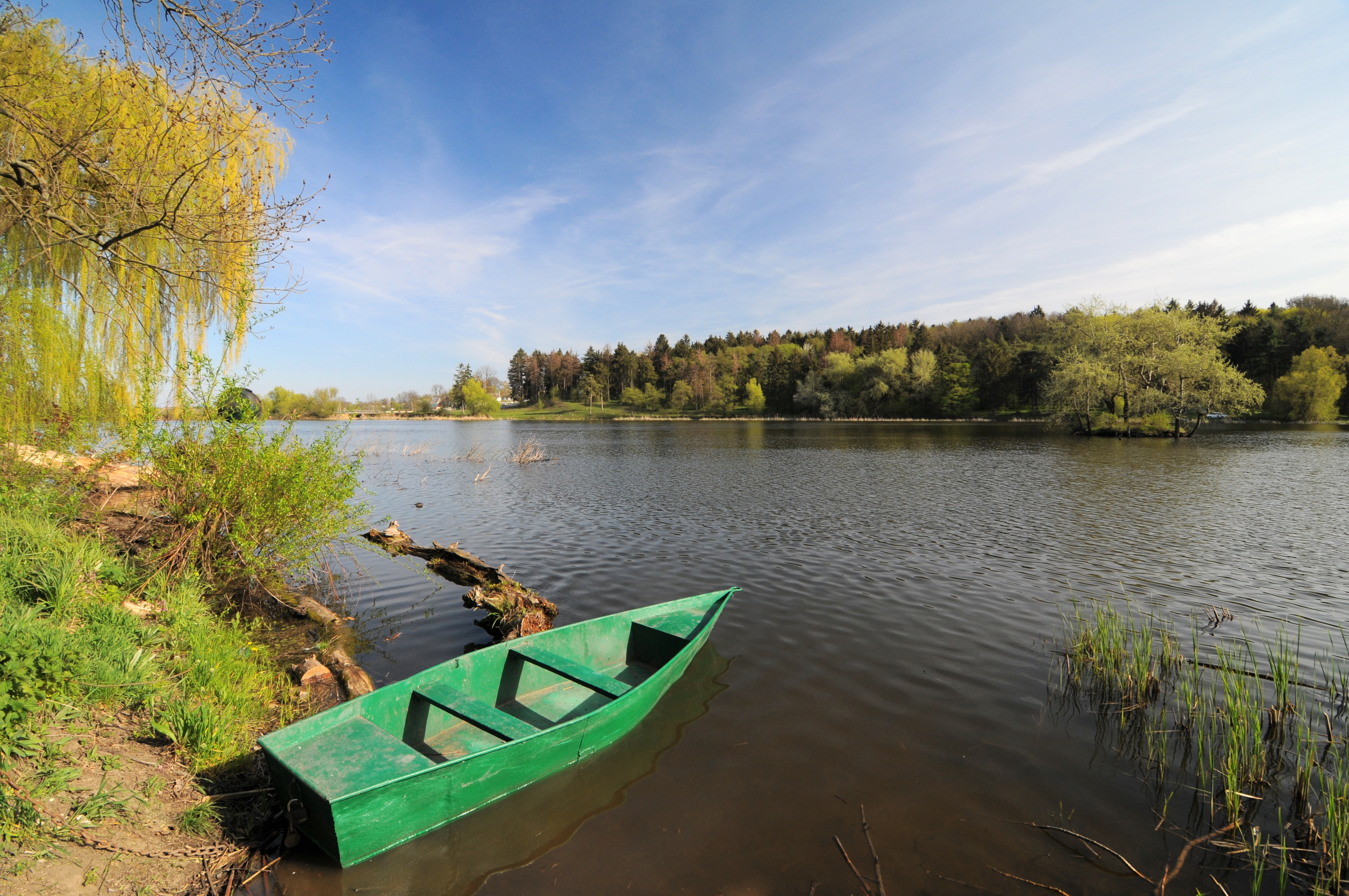
Ставок на річці Конела

## Галерея

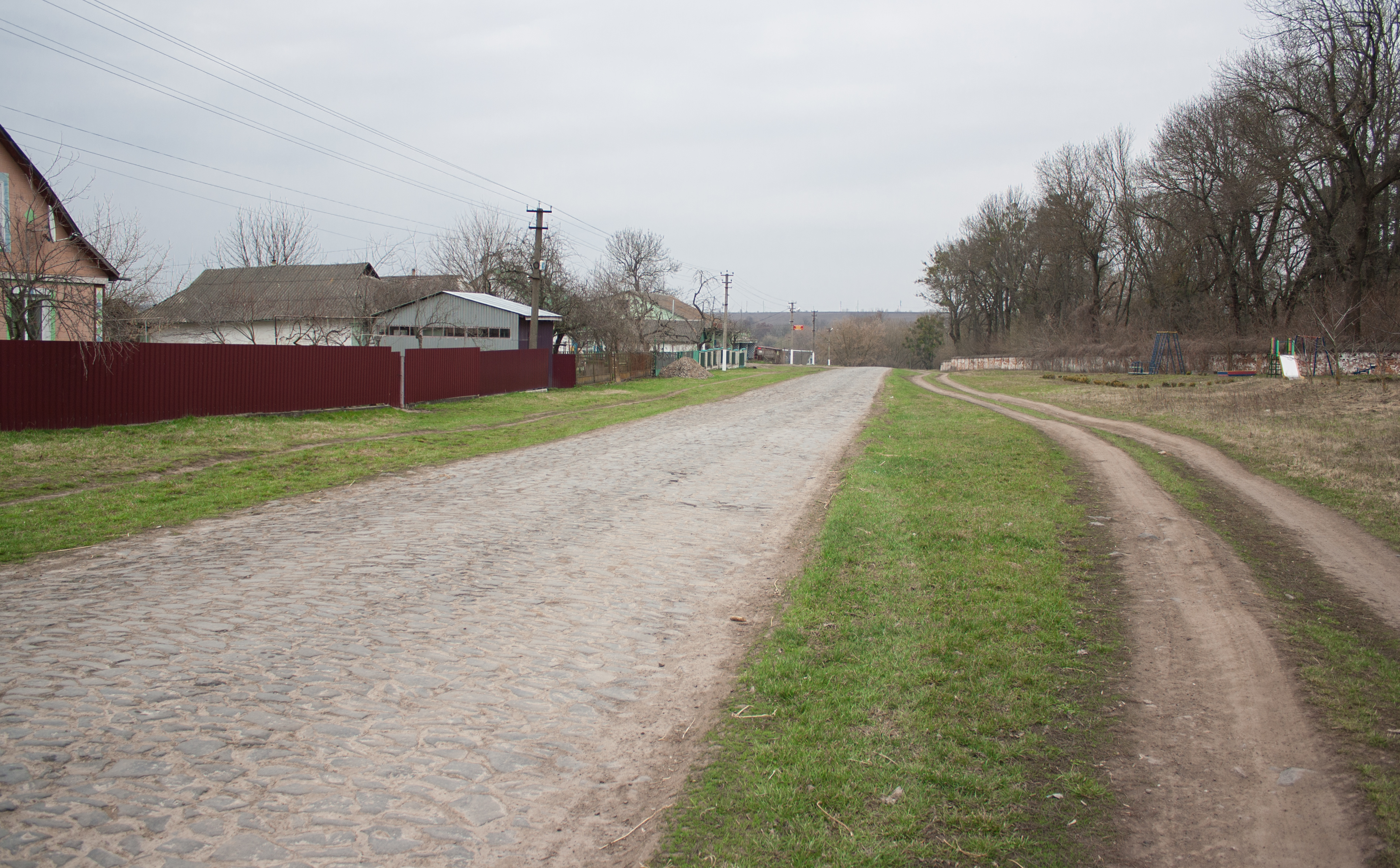
Вулиця Центральна
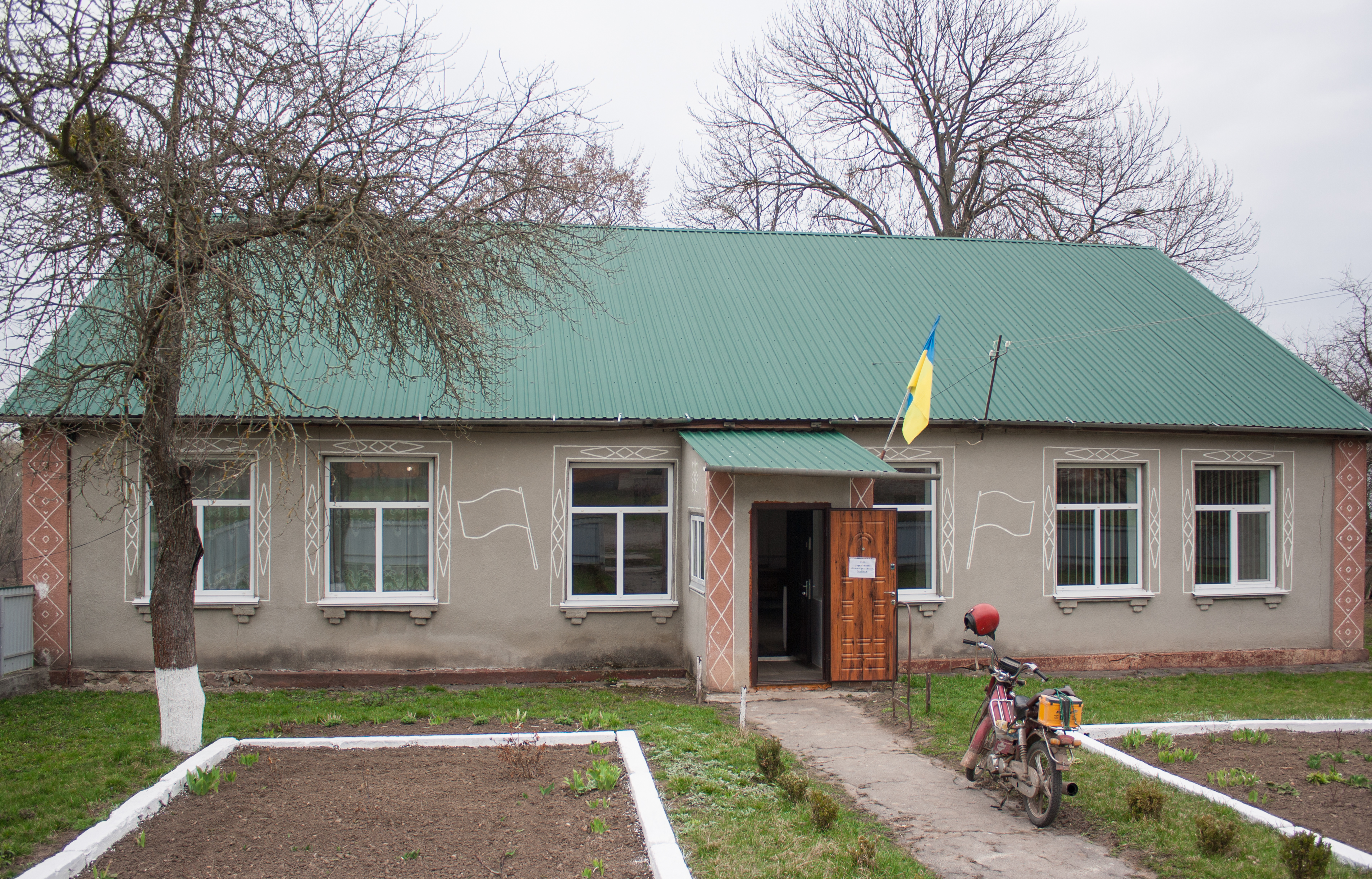
Сільська рада
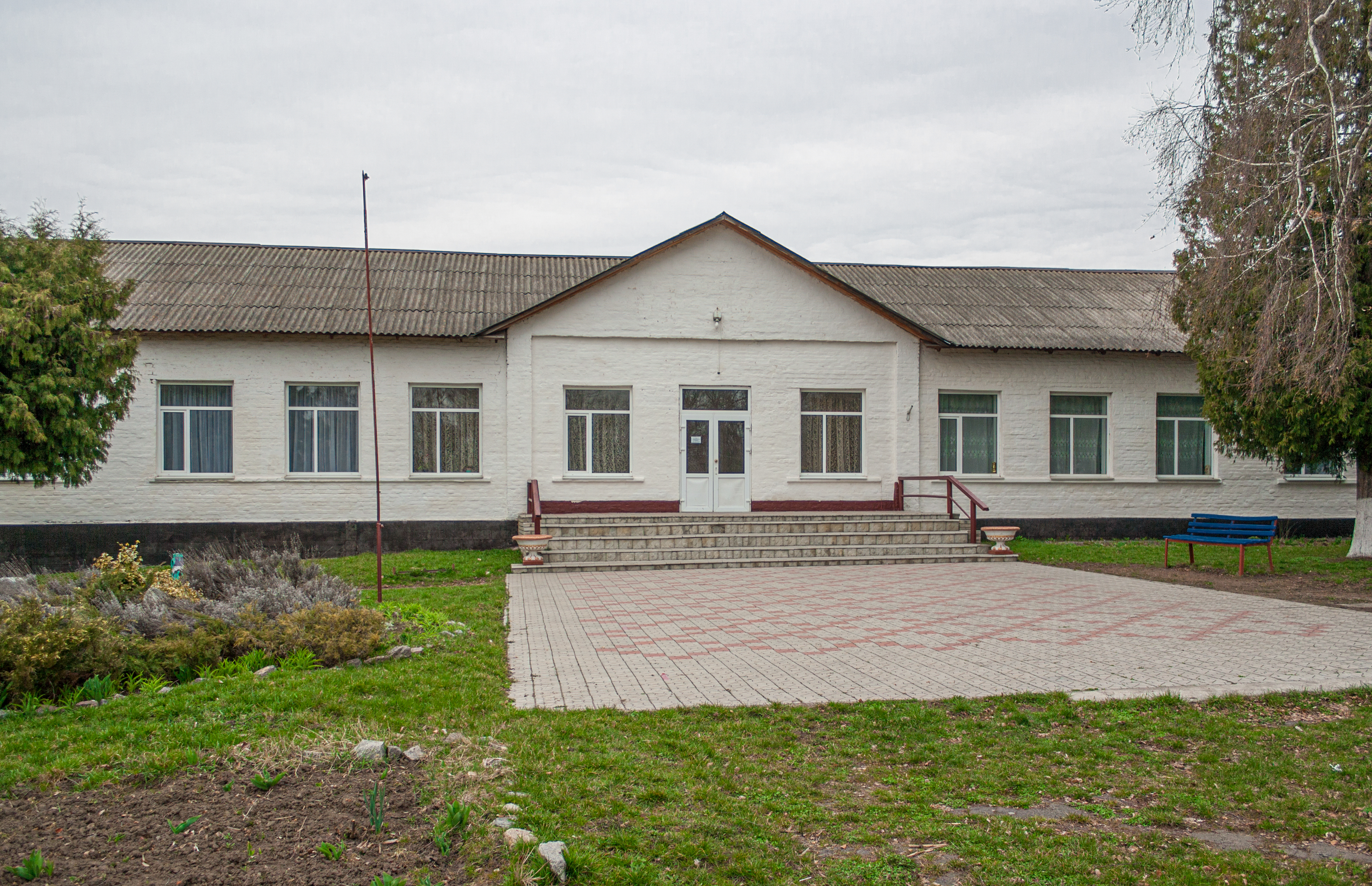
Школа
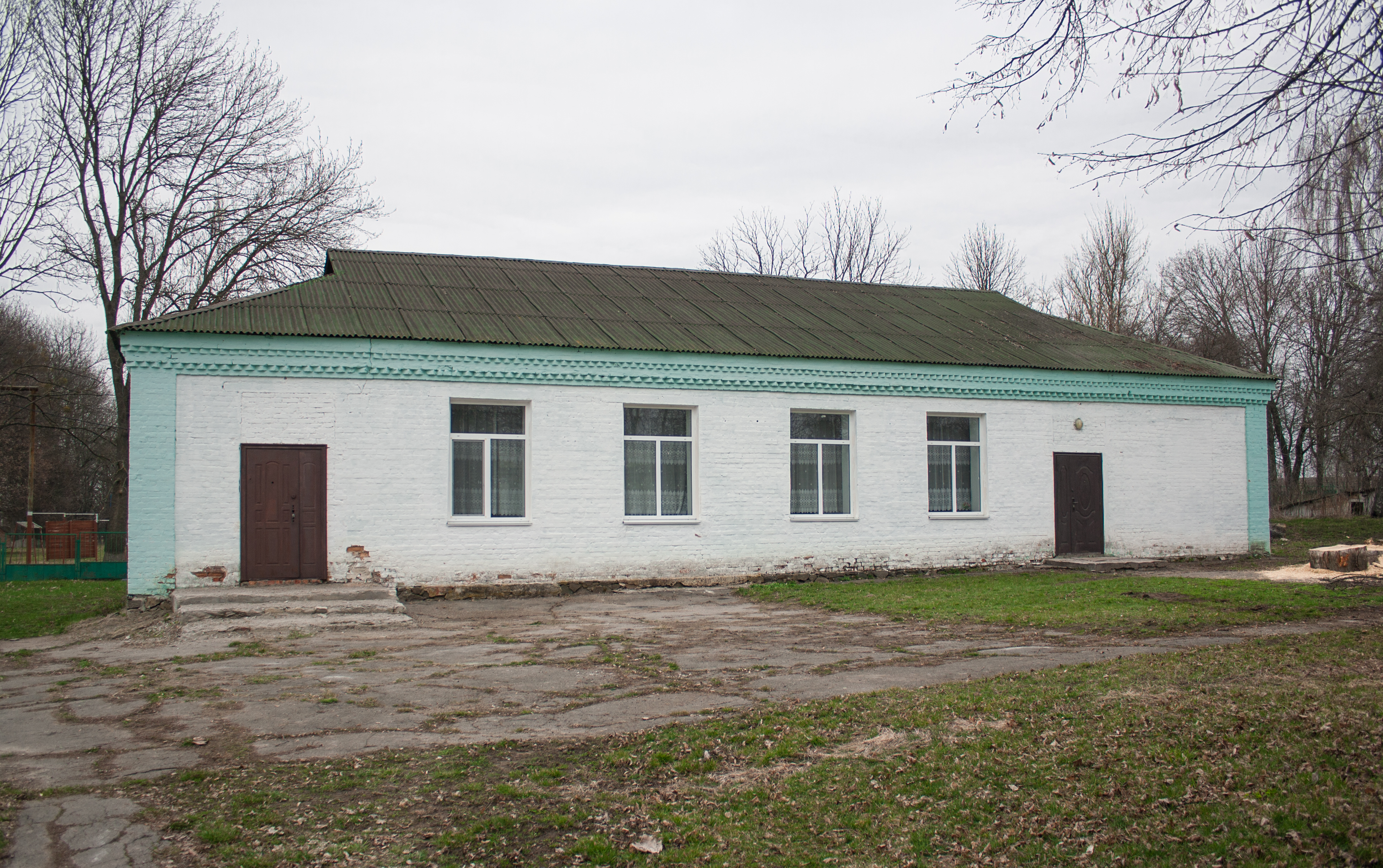
Клуб
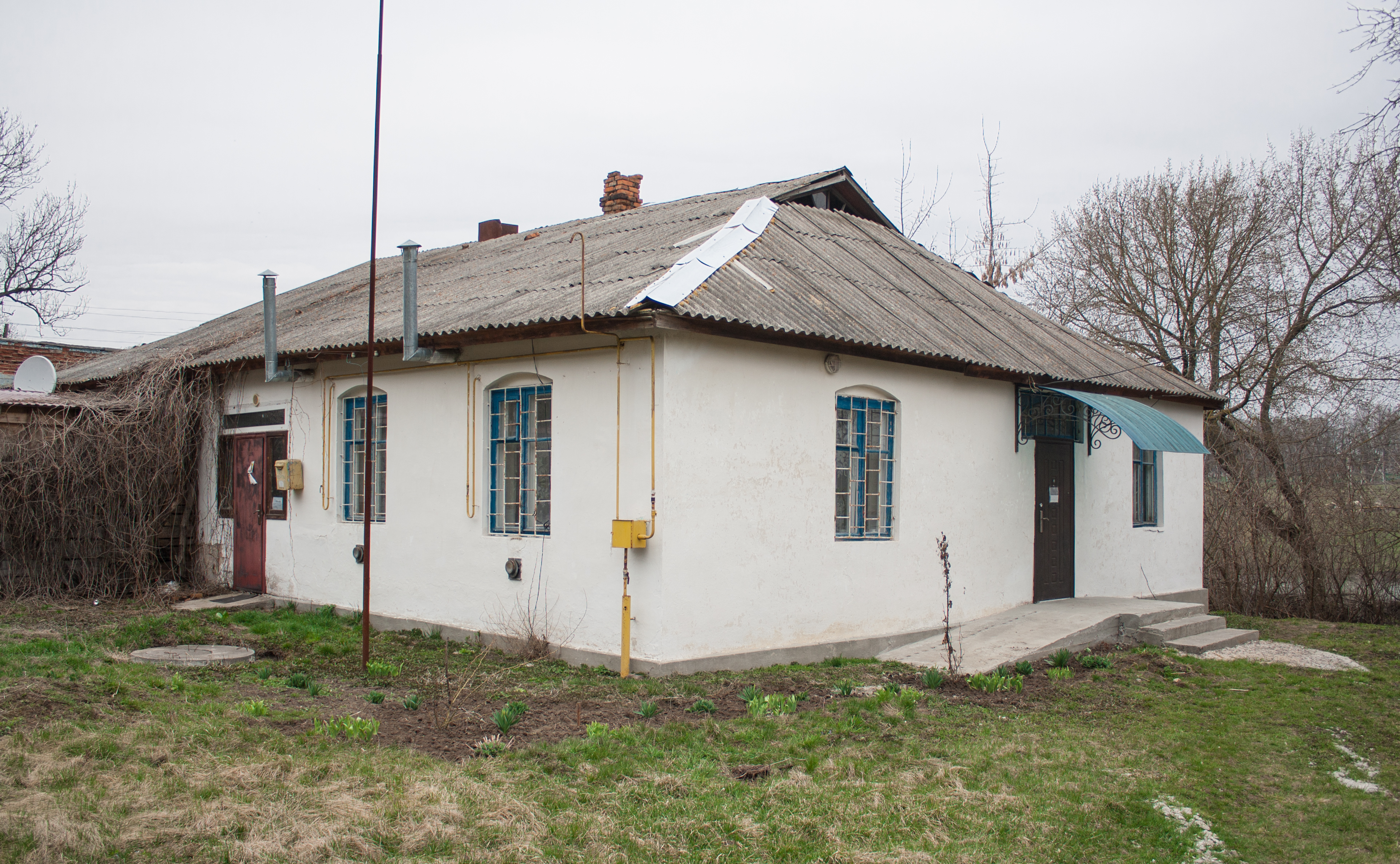
Фельдшерський пункт і пошта
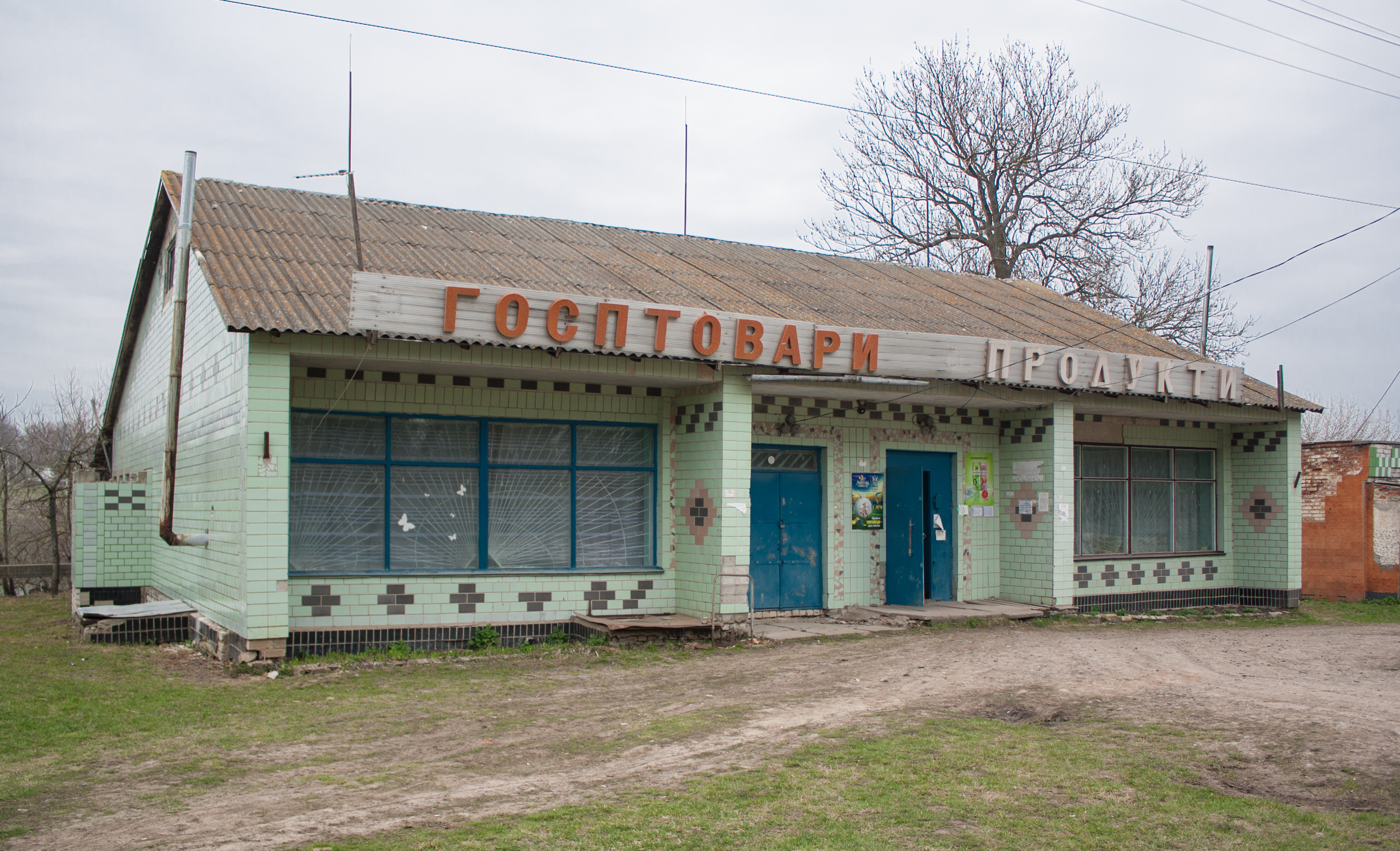
Магазин
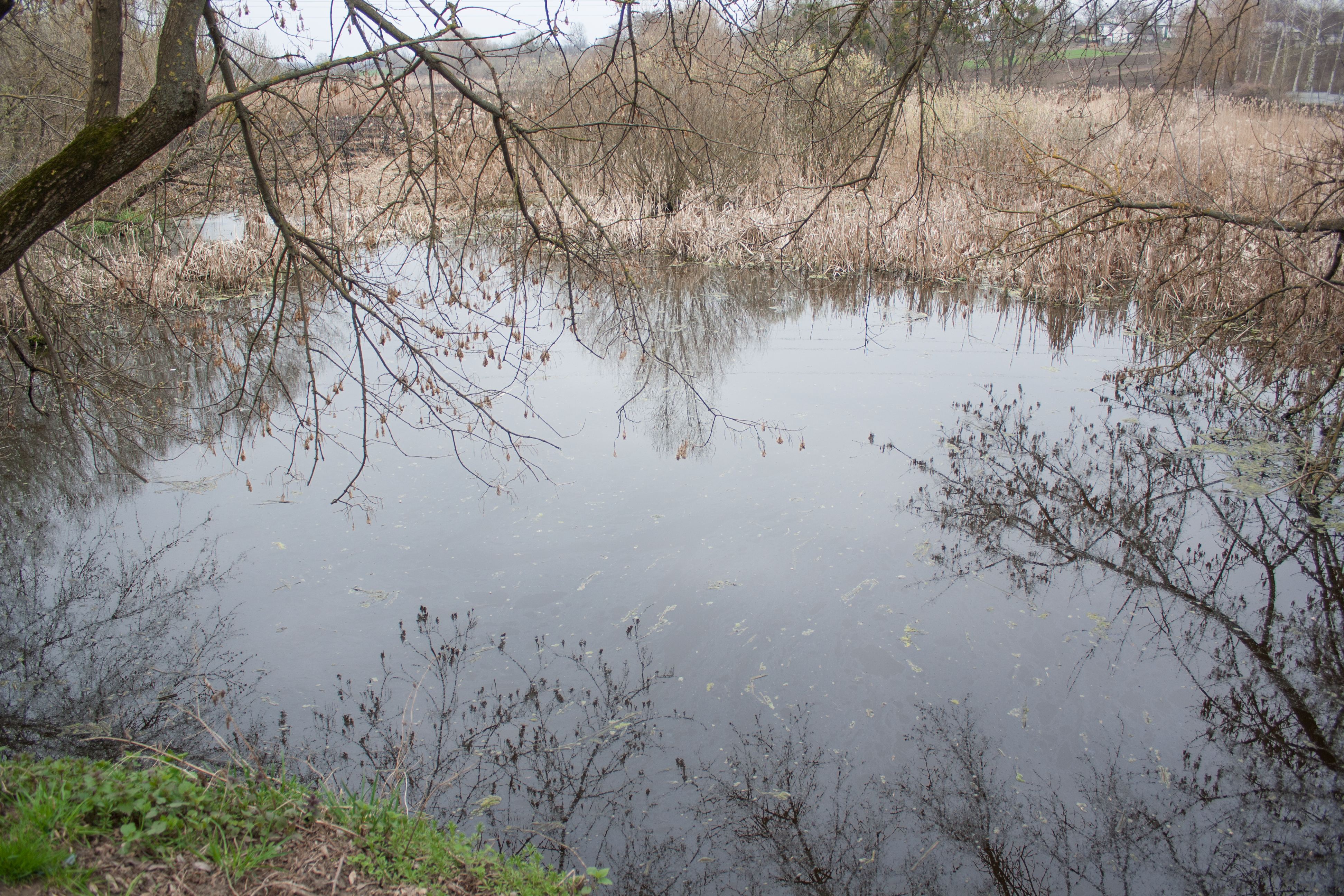
Річка Конела
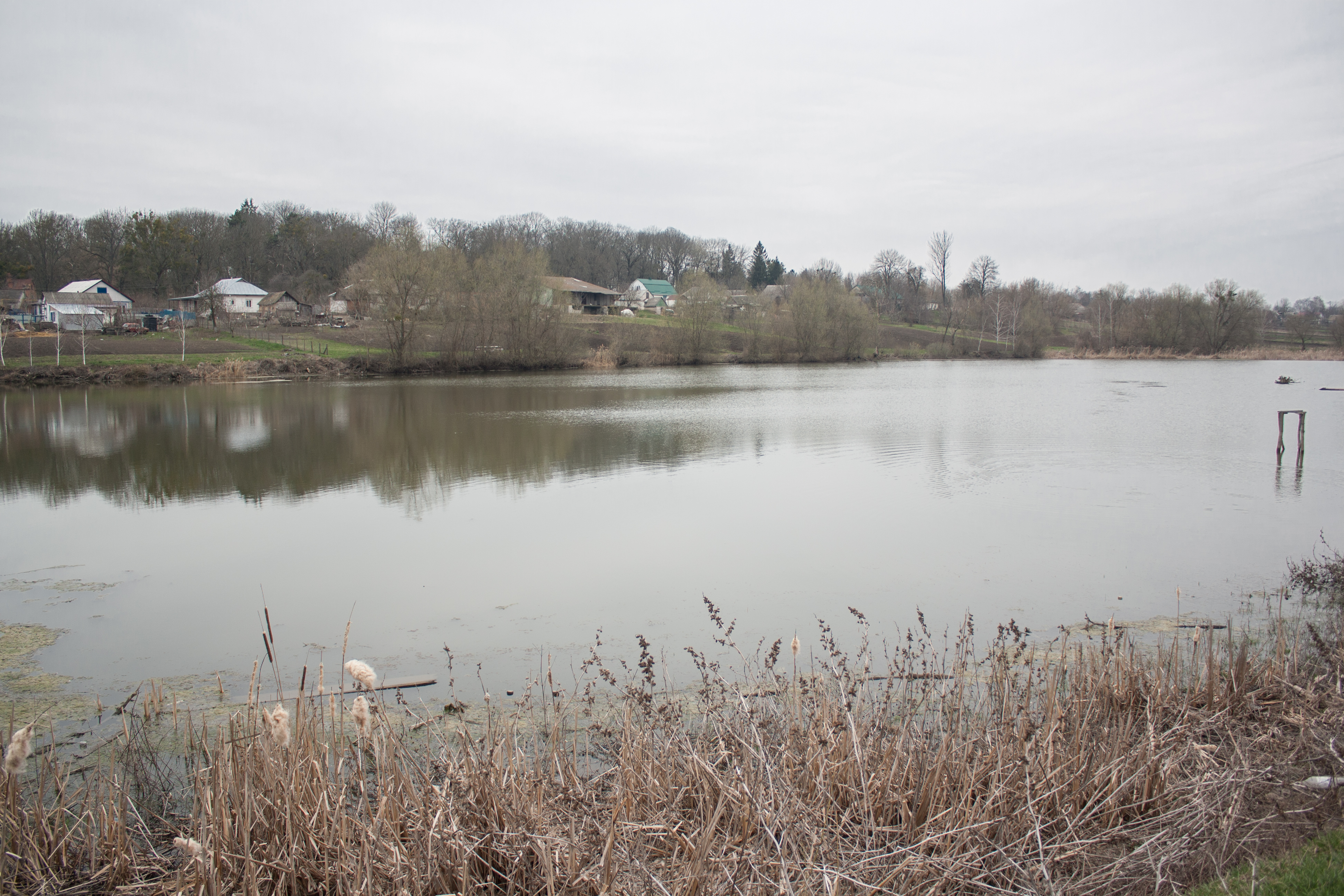
Ставок
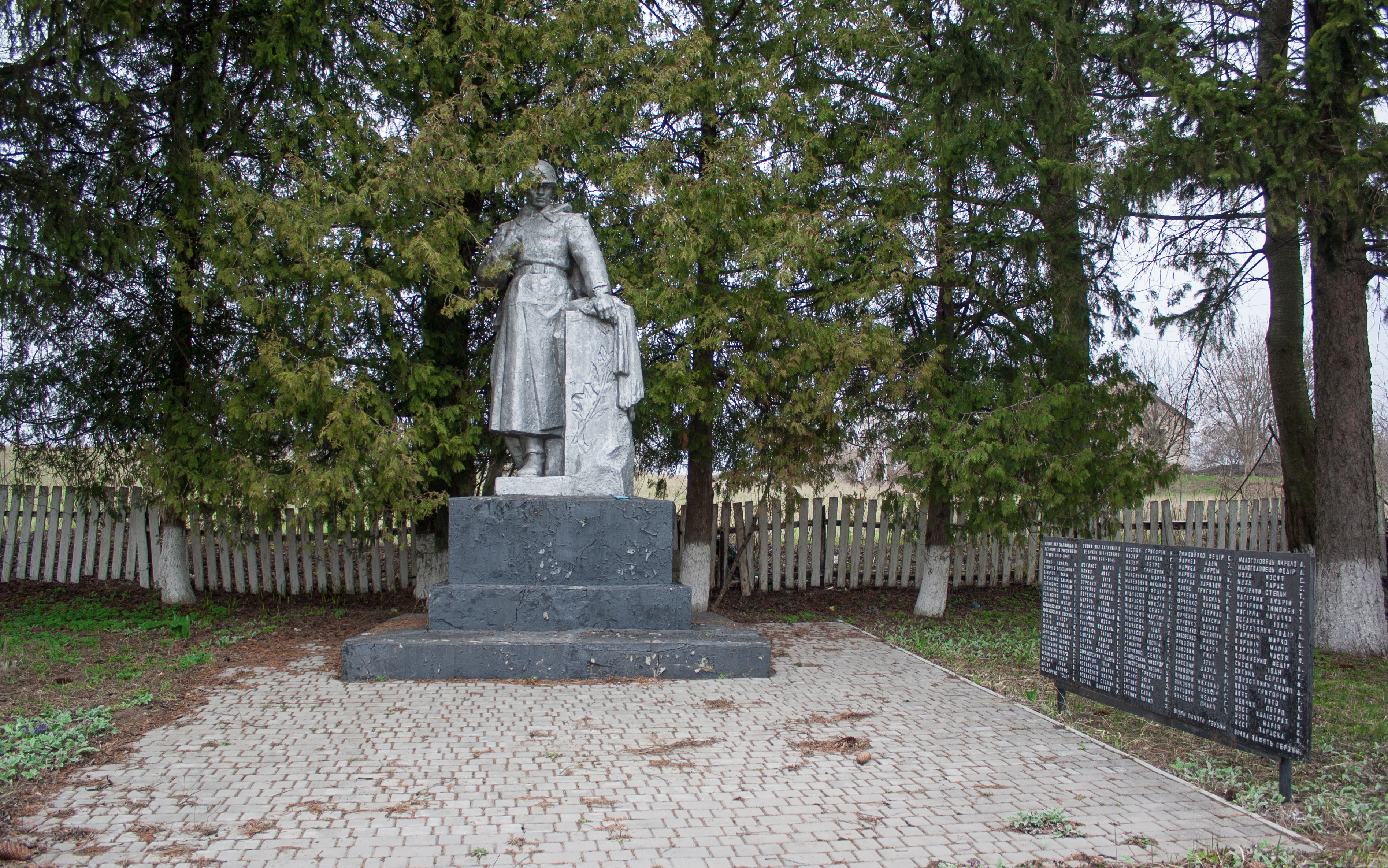
Пам'ятник воїнам-односельцям, загиблим під час німецько-радянської війни